# Worlds of Legend: Son of the Empire
Worlds of Legend: Son of the Empire is een computerspel dat werd uitgegeven door Mindscape. Het spel kwam in 1992 uit voor DOS en een jaar later voor de Commodore Amiga. Het spel is een RPG waarbij de wereld isometrisch wordt weergegeven. De speler kan vier karakters besturen, namelijk: Barbarian, Runemaster, Assassin and Troubadour.

## Platforms
| Jaar | Platform |
| ---- | -------- |
| 1992 | DOS      |
| 1993 | Amiga    |

## Ontvangst
| Beoordeeld door                | Platform | Datum          | Score |
| ------------------------------ | -------- | -------------- | ----- |
| CU Amiga                       | Amiga    | 1993           | 90%   |
| Tilt                           | DOS      | december 1993  | 85%   |
| ASM (Aktueller Software Markt) | Amiga    | september 1993 | 75%   |
| ASM (Aktueller Software Markt) | DOS      | september 1993 | 75%   |
| Amiga Joker                    | Amiga    | juli 1993      | 70%   |
| Power Play                     | DOS      | juni 1993      | 66%   |
| PC Games (Duitsland)           | DOS      | augustus 1993  | 60%   |
| PC Player (Duitsland)          | DOS      | juni 1993      | 37%   |